# 박광석
박광석(朴光石)은 전라남도 신안군에서 태어난 대한민국의 관료이다. 제2대 코레일 사장이었던 이철이 사퇴한 이후 직무대행을 맡았다. 이때 용산국제업무지구 사업을 성사하기도 했다. 

## 약력
- 1951년 : 전라남도 신안군에서 태어남
- 1982년 10월 : 철도청 입사
- 1995년 : 한양대학교 산업대학원 석사
- 2007년 5월 : 한국철도공사 부사장 임명
- 2008년 2~8월 : 한국철도공사 2대 사장의 직무대행